# Campolaemus perexilis
Campolaemus perexilis е изчезнал вид коремоного от семейство Vertiginidae.

## Разпространение
Видът е бил ендемичен за остров Света Елена.